# Cicindela formosa
Cicindela formosa är en skalbaggsart som beskrevs av Thomas Say 1817. Cicindela formosa ingår i släktet Cicindela och familjen jordlöpare.

## Underarter
Arten delas in i följande underarter:
- C. f. formosa
- C. f. generosa
- C. f. gibsoni
- C. f. manitoba
- C. f. pigmentosignata
- C. f. rutilovirescens

## Bildgalleri

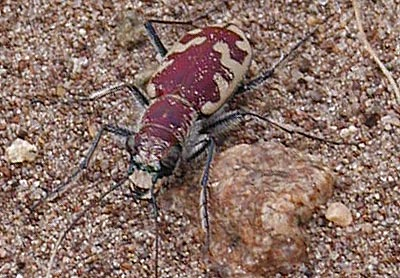